# Kasownik (urządzenie)

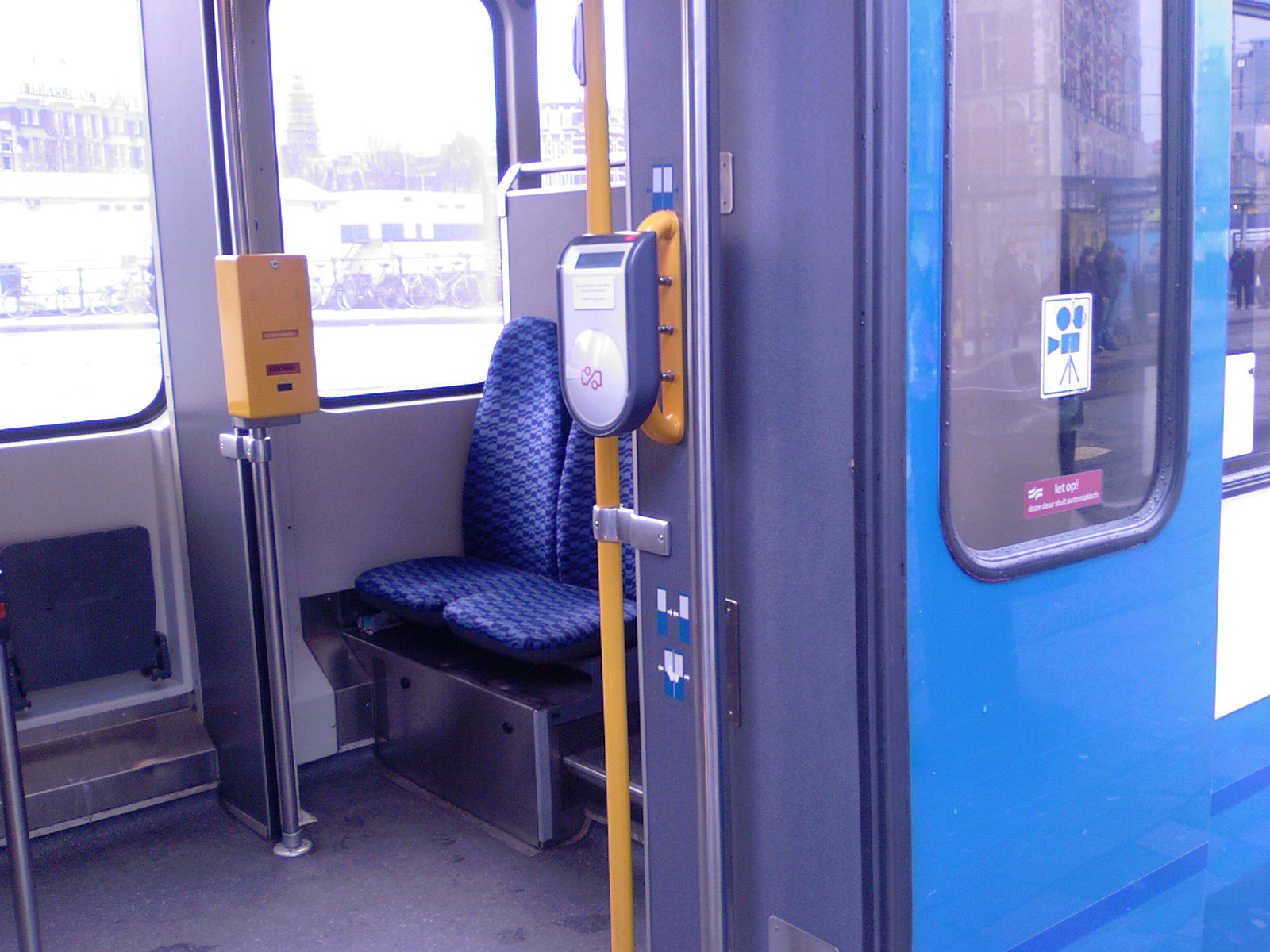
Kasowniki dwóch standardów w tramwaju w Amsterdamie: do tradycyjnych biletów kartonowych (po lewej, w głębi) oraz na karty zbliżeniowe (po prawej, przy wejściu)

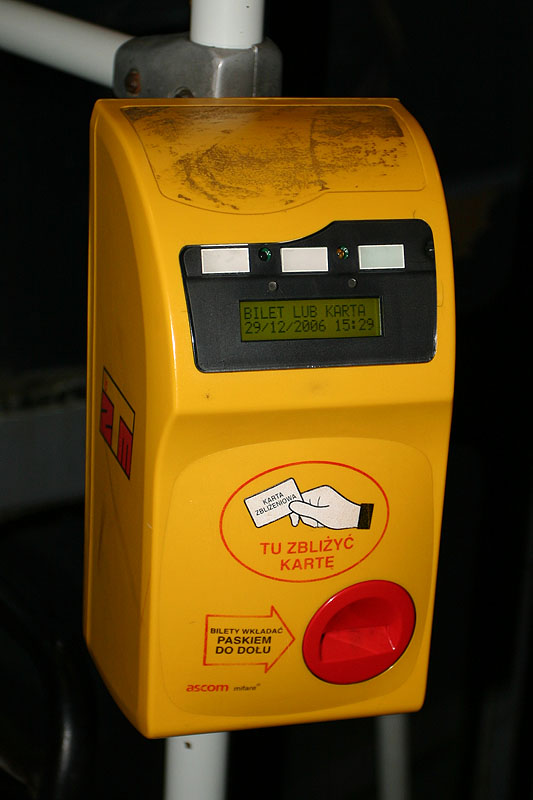
Kasownik obsługujący bilety z paskiem magnetycznym oraz karty zbliżeniowe ZTM Warszawa

Kasownik – urządzenie służące do potwierdzenia dokonania opłaty za przejazd transportem zbiorowym, poprzez trwałe naniesienie stosownej informacji na bilecie.

## Historia
Pierwszy ręczny kasownik do biletów, którego zasada działania oraz budowa zbliżona była do tych używanych obecnie wynalazł na emigracji w 1848 roku polski wynalazca Jan Józef Baranowski. Za ten wynalazek otrzymał w 1849 roku na Wystawie Krajowej w Paryżu medal ministra robót publicznych Francji oraz medal francuskiego Towarzystwa Zachęty do Wynalazczości.
Przed wprowadzeniem kasowników sprzedażą i kasowaniem biletów zajmowali się konduktorzy.

## Kasowniki w Polsce
W większości miast w Polsce używane są kasowniki drukujące dzień i godzinę (najczęściej również nr boczny autobusu miejskiego i autobusu PKS oraz trolejbusu i tramwaju, czasami również inne treści) na bilecie papierowym. Wyklucza to ponowne użycie tego samego biletu albo wykorzystanie go w sposób niezgodny z jego typem (na przykład przekroczenie czasu przejazdu w przypadku biletów czasowych, przesiadki w przypadku biletów jednorazowych). Popularne do niedawna kasowniki w autobusach miejskich i autobusach PKS oraz trolejbusach i tramwajach dziurkujące bilet przy pomocy dobrze ułożonych bolców wychodzą już obecnie z użycia. W niektórych miastach w Polsce stosowane są kasowniki kodujące stosowne informacje na kartonowym bilecie z paskiem magnetycznym. 
Coraz częstsze stają się w Polsce natomiast kasowniki współpracujące z plastikowymi kartami zbliżeniowymi. System ten funkcjonuje czasami równocześnie z tradycyjnymi biletami papierowymi albo biletami z paskiem magnetycznym, kasowniki biletowe obsługują wtedy obydwa standardy albo również – przejściowo – w autobusie miejskim i autobusie PKS oraz trolejbusie i tramwaju używane są kasowniki dwóch rodzajów. W autobusach miejskich i autobusach PKS, trolejbusach i tramwajach kasowniki instalowane są niedaleko drzwi wejściowych. W przypadku pociągów oraz metra kasowniki umieszcza się przeważnie przy wejściu na peron.